# Абрагам Мінеро
Абрагам Мінеро (ісп. Abraham Minero, нар. 22 лютого 1986, Ґранульєс) — іспанський футболіст, лівий захисник.

## Ігрова кар'єра
Народився 22 лютого 1986 року в місті Ґранульєс. Займався футболом у школі місцевого однойменного клубу, з 2004 почав грати за його головну команду. Згодом до кінця 2000-х змінив декілька інших нижчолігових команд.
2010 року став гравцем «Барселони», проте грав лише за команду «Барселона Б» у Сегунді. Наступного року перейшов до клубу «Реал Сарагоса», за команду якого в сезоні 2011/12 дебютуав в іграх Ла-Ліги. 2013 року команда із Сарагоси втратила місце в елітному дивізіоні і Абрагам провів сезон у другому дивізіоні, після чого 2014 року перейшов на умовах оренди до визолігового «Ейбара». Згодом в сезоні 2016/17 виступав на аналогічних умовах за «Леванте», допомігши йому здобути підвищення в класі до Ла-Ліги.
Згодом грав у Сегунді за «Хімнастік» (Таррагона) та «Расінг» (Сантандер), а також за третьолігову «Льєйда Еспортіу».
2021 року став гравцем «Ебро» з четвертого за силою Сегунда Дивізіон КІФФ.